# أشرف غني
محمد أشرف غني أحمد زي (بالبشتو: محمد اشرف غني احمدزی) هو سياسي أفغاني، والرئيس الرابع عشر لجمهورية أفغانستان، انتخب رئيسًا لأفغانستان في 21 سبتمبر 2014 واستقال في 15 أغسطس 2021. كان مرشحًا في الانتخابات الرئاسية لعام 2009 وحل فيها رابعًا حسب استطلاعات الرأي بعد حامد كرزاي وعبد الله عبد الله ورمضان بشردوست. وقد شغل أشرف سابقًا منصب وزير المالية وكذلك رئيس جامعة كابول.
عمل أحمدزي كباحث في مجال العلوم السياسية والأنثربولوجيا. كان يعمل في البنك الدولي على المساعدة الإنمائية الدولية. وعمل كذلك كوزير المالية لأفغانستان بين يوليو 2002 وديسمبر عام 2004، قاد محاولة الانتعاش الاقتصادي في أفغانستان بعد انهيار حكومة طالبان.
أشرف أحمدزي هو عضو في لجنة التمكين القانوني للفقراء، وهي مبادرة مستقلة استضافها برنامج الأمم المتحدة الإنمائي. في عام 2010 وضعته مجلة السياسة الخارجية في قائمتها السنوية لأفضل 100 مفكر عالمي.

## السنوات الأولى
ولد في عام 1949 في ولاية لوغر في أفغانستان. وهو من قبيلة البشتون ذات التأثير الكبير في أفغانستان، وكان جده أحد القادة العسكريين الذين أسقطو حكومة حبيب الله الثاني (إسحق باشا) في عام 1929 مساعدين في جلب نادر خان إلى اللسلطة. أكمل التعليم الابتدائي والثانوي في مدرسة ثانوية في كابول. سافر إلى لبنان والتحق بالجامعة الأميركية في بيروت، وحصل على شهادة البكالوريوس في عام 1973. هناك التقى بزوجته المستقبلية، رولا سعادة. ثم عاد إلى أفغانستان في عام 1977 لتعليم الدراسات الأفغانية وعلم الإنسان في جامعة كابول قبل ان يحصل على منحة الحكومة في عام 1977 للدراسة والحصول على درجة الماجستير في علم الإنسان في جامعة كولومبيا في الولايات المتحدة.

## العمل الأكاديمي
عندما جاء الحزب الشيوعي إلى السلطة في عام 1978 وسجن معظم الذكور من عائلته والذين تقطعت بهم السبل فقد كان أحمد زاي في الولايات المتحدة. مكث في جامعة كولومبيا وحصل على درجة الدكتوراه في الأنثروبولوجيا الثقافية . ثم دعي للتدريس في جامعة كاليفورنيا، بيركلي في عام 1983، ثم في جامعة جونز هوبكنز 1983-1991. خلال هذه الفترة أصبح معلق على خدمات بي بي سي الفارسية والباشتو التي تبث في أفغانستان. إنضم إلى هيئة التدريس في جامعة كابول (1973-1977)، جامعة آرهوس في الدنمارك (1977)، جامعة كاليفورنيا، بيركلي (1983)، و جامعة جونز هوبكنز (1983-1991). كانت أبحاثه الأكاديمية تتمحور حول بناء الدولة والتحول الاجتماعي. في عام 1985 أكمل سنة من العمل الميداني والبحث في المدارس الدينية الباكستانية.كما درس أيضا مقارنة الأديان.

## الانتخابات الرئاسية

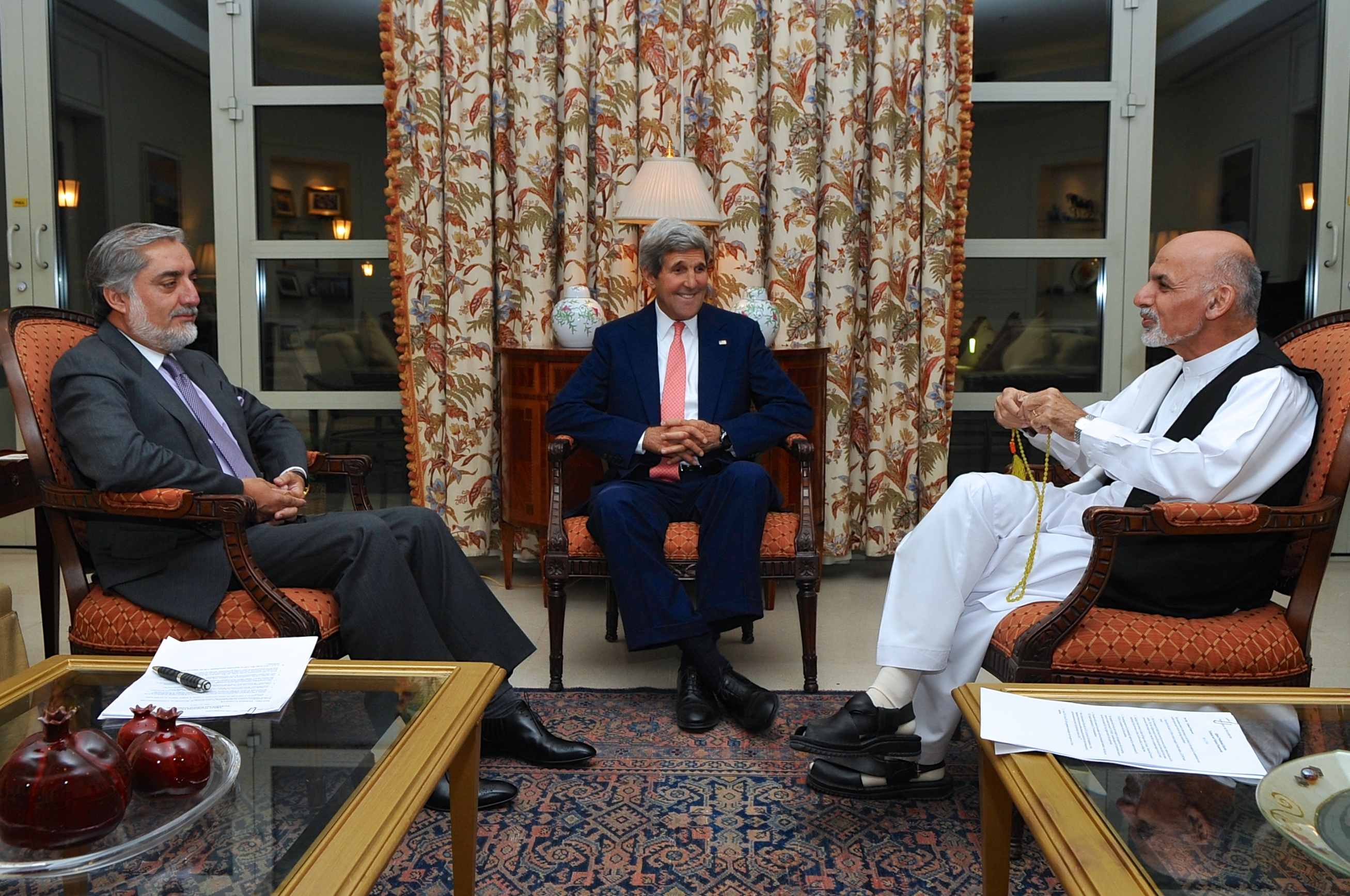
جون كيري في اجتماع مع أشرف غني وعبد الله عبد الله في يوليو 2014 بحثًا عن حل أزمة الانتخابات الرئاسية

في 7 مايو 2009، سجل أشرف غني كمرشح في الانتخابات الرئاسية الأفغانية 2009. ولكنه حلّ رابعًا من بين 38 مرشح بعد أن حاز على نحو 3% فقط من أصوات الناخبين.
وفي انتخابات عام 2014 كان واحد من 11 مرشحاً للرئاسة ونائبه هو عبد الرشيد دوستم، وينافس بقوة كل من عبد الله عبد الله وزلماي رسول حل ثانيًا بعد حصوله على 31.5% من أصوات الناخبين خلفًا لمنافسه عبد الله عبد الله الذي حصل على 44.9% من الأصوات بحسب النتائج الأولية. ونظرًا لعدم حصول أي مرشح على أكثر من 50% من الأصوات، خاضا جولة ثانية من الانتخابات في 14 يونيو. أُعلنت النتائج الأولية لهذه الجولة في 7 يوليو وأظهرت تقدم أشرف غني على منافسه بعد حصوله على 56.44% من الأصوات، إلا أن عبد الله عبد الله رفض الاعتراف بالنتائج لما وصفه بحدوث عمليات تزوير مكثفة. وبعد أشهر من الأزمة وتدخل من وزير الخارجية الأمريكي جون كيري، اتفق المرشحان على اتفاق اقتسام السلطة بينهما وبموجبه يُعلن فوز غني بمنصب الرئاسة ويُسند لمنافسه عبد الله منصب «رئيس تنفيذي» الذي أنيطت به صلاحيات واسعة وفقًا لبنود الاتفاق. وبعد ساعات من توقيع الاتفاق، أعلنت لجنة الانتخابات الأفغانية فوز أشرف غني بمنصب رئيس البلاد بدون تحديد هامش الفوز أو نسبة المشاركة في الانتخابات أو عدد الأصوات المزورة التي تم إلغاؤها في عملية التدقيق المكثفة لكل الأصوات التي جرت بإشراف الأمم المتحدة. وأدى أشرف غني اليمين الدستورية رئيسًا للبلاد في 29 سبتمبر 2014.
وفي اليوم الثاني من رئاسته، أعلن مكتب الرئاسة في 30 سبتمبر 2014 التوقيع على الاتفاقية الأمنية التي رفض سلفه حامد كرزاي التوقع عليها مع الولايات المتحدة الأمريكية، وهي الاتفاقية التي تسمح للولايات المتحدة بإبقاء مجموعة من قواتها في البلاد بعد نهاية العام الجاري. وتنص الاتفاقية على خفض تعداد القوات الأمريكية المتواجدة في أفغانستان من 30 ألفا إلى نحو 9800 جندي مع بداية عام 2015، وبعدها سيتم خفض هذا العدد إلى النصف بنهاية 2015.

## هروبه من أفغانستان
في يوم الأحد 15 أغسطس عام 2021، غادر أشرف غني البلاد متوجها إلى طاجيكستان وذلك بعد دخول قوات طالبان العاصمة كابل وقد صرح غني بعد وصوله طاجيكستان أنه ترك البلاد حقنا للدماء، ويذكر أن طالبان قد سيطرت على العاصمة وقبلها عموم المدن الأفغانية بعد انسحاب قوات التحالف بقيادة الولايات المتحدة من البلاد، وقد ظهر قادة طالبان يتجولون في القصر الرئاسي في كابل بعد هروب الرئيس والحكومة منه.